# Леняно
Леня̀но (на италиански: Legnano, на местен диалект Legnàn, Ленян) е град и община в северозападна Италия, провинция Милано, регион Ломбардия. Разположен е на 199 m надморска височина. Населението на града е 59 147 души (към 31 декември 2010 г.).